# 格拉霍夫定理
格拉霍夫定理（Grashoff's law）:
- 杆长之和条件：平面四杆机构的最短杆和最长杆的长度之和小于或者等于其余两杆长度之和。
- 在铰链四杆机构中，如果某个转动副能够成为整转副，则它所连接的两个构件中，必有一个为最短杆，并且四个构件的长度关系满足杆长之和条件。
- 在有整装副存在的铰链四杆机构中，最短杆两端的转动副均为整转副。此时，如果取最短杆为机架，则得到双曲柄机构（Double crank mechanism）；若取最短杆的任何一个相连构件为机架，则得到曲柄摇杆机构（Crank rocker mechanism）；如果取最短杆对面构件为机架，则得到双摇杆机构（Double rocker mechanism.）。
- 如果四杆机构不满足杆长之和条件，则不论选取哪个构件为机架，所得到机构均为双摇杆机构。

 (PDF).   [2023-07-17]. （原始内容存档 (PDF)于2023-03-28）.
.   [2023-07-17]. （原始内容存档于2023-07-17）.
.   [2023-07-17]. （原始内容存档于2023-07-17）.